# Жак Рансиер
Жак Рансиер (на френски: Jacques Rancière, р. 10 юни 1940 г.) е френски философ, професор по философия в Европейския университет за интердисциплинарни изследвания и заслужил професор в Университета Париж-VIII, където преподава от основаването му през 1969 до 2000 г.
Добива известност още на 25-годишна възраст като съавтор във влиятелния колективен труд Четене на Капиталът . При майските събития през 1968-а се разграничава от марксистите и оттогава следва собствена философска линия, донякъде сходна с идеите на Франкфуртската школа. Социалното битие, еманципацията, политиката и естетиката са устойчиви теми в неговите трудове. Рансиер е автор на повече от 30 монографии, превеждани на множество езици.
Името на Жак Рансиер добива популярност през 2006 г. след като кандидатката в президентските избори Сеголен Роял го назовава като свое предпочитание сред съвременните философи. 